# 오토 스코르체니
오토 요한 안톤 스코르체니(독일어: Otto Johann Anton Skorzeny, 1908년 6월 12일 ~ 1975년 7월 5일)는 오스트리아 태생 나치 독일의 군인으로, 제2차 세계 대전 당시 독일 무장친위대 중령급 장교인 상급돌격대지도자로 복무했다. 처음엔 동부전선에서 싸우다가, 이후 실각당하여 감금된 이탈리아 독재자 베니토 무솔리니를 탈출시키는 그랑사소 습격 작전을 지휘했다. 또한 연합군 후방에 잠입해 연합군의 군복을 착용하고 교란을 펼치는 그라이프 작전을 지휘했다. 전쟁 종료 직전에는 베어볼프 게릴라 작전에 관여하고 있었다.
그라이프 작전이 1907년 만국평화회의에서 결정된 헤이그 협약을 위반했다는 혐의를 받고 고발당했으나, 1947년 다하우 재판에서 무혐의 처분 받았다. 이후 구금되어 있다가 1948년 탈옥하여 프랑스, 에스파냐국을 거쳐 아일랜드에 정착해 여생을 보냈다.

## 전쟁 전
오토 스코르체니는 빈(Vienna)에서 오랫동안 군역에 봉사해온 오스트리아의 중산층 가정에서 태어났다. 그는 독일어를 모국어로 사용하였지만 프랑스어와 영어에도 능통하였다. 1920년대 학생시절에는 빈에서 검사(fencer)로 이름을 날렸으며 총 15번의 사적 결투 중에 10번째 결투에서 왼뺨에 긴 검상을 입었다.
1931년 국가사회주의 오스트리아 노동자당(오스트리아 나치당)에 가입한 그는 곧 나치 돌격대(SA)에 지원하였다. 처음부터 카리스마 리더로 두각을 나타낸 그는 1938년 3월 12일 독일이 오스트리아를 합병할 때에도 나치 난폭자들로부터 오스트리아 대통령 빌헬름 미클라스(Wilhelm Miklas)를 구출하는 역할을 해냈다.

## 동부 전선
1년 후 1939년 폴란드 침공이 발발하자 스코르체니는 독일 공군(Luftwaffe)의 민간 기술자로 자원하였지만 그의 나이가 30이 넘는다는 이유로 거부되었다. 그는 진로를 바꾸어 무장 친위대에 지원하였고, 1940년 2월 21일 무장친위대 사단 라이프슈탄다르테 SS 아돌프 히틀러(Leibstandarte SS Adolf Hitler;LSSAH) 소속으로 배치되어 1941년 독소전에 참전, 1942년 12월 부상을 입고 독일로 호송될때까지 소련 연방에서 전투를 수행하며 철십자장(Iron Cross)을 수여받았다.

## 스코르체니 작전
- 프란시스 작전 - 이란에서 파르티잔 작전에 임명.
- 떡갈나무 작전(Unternehmen Eiche, 1943년 9월) - 이탈리아 독재자 베니토 무솔리니 구출.
- 멀리뛰기 작전 - 1943년 테헤란 협상 기간 "빅 3"(스탈린, 처칠, 루즈벨트)를 암살하려고 시도한 것.
- 도약 작전(Unternehmen Rösselsprung, 1944년 5월) - 티토를 생포하기 위한 작전.
- 판저파우스트 작전(Unternehmen Panzerfaust a.k.a. Unternehmen Eisenfaust, 1944년 10월) - 헝가리 섭정 미클로스 호르티의 아들을 유괴한 뒤 그를 압박해 물러나게 한 뒤 친독일파 섭정을 내세움.
- 그리핀 작전(Unternehmen Greif, 1944년 12월) - 벌지 전투기간 허위정보를 흘려 연합군을 혼란시킴.
- 베어울프 - 유럽을 점령한 연합군에 대한 나치 지하 레지스탕스 움직임 계획.

### 무솔리니 구출

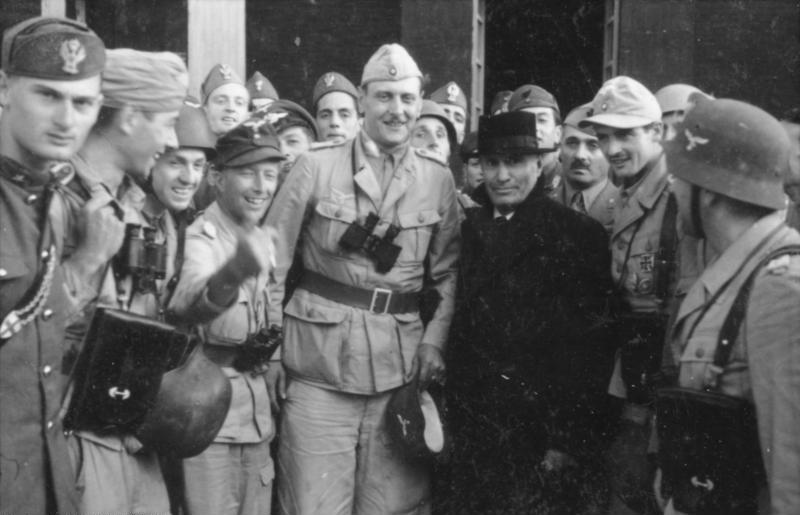
스코르체니와 해방된 무솔리니 - 1943년 9월 12일

스코르체니가 부상에서 회복되자 친위대 내의 친구는 히틀러(Adolf Hitler)가 창설을 지시한 특공대로 추천하였고, 오토는 그곳에서 리더로 발탁되었다. 1943년 7월 그는 6명의 공군과 육군 특수전 전문가 중에서 히틀러의 직접 지목을 받아, 이탈리아의 실각한 독재자이자 히틀러의 친구로 이탈리아 정부에 의해 구금되어 있던 무솔리니 구출작전을 지휘하게 되었다.
이탈리아는 혹시나 있을 구출자를 염려하여 계속하여 무솔리니의 거처를 옮겼고, 2개월간 끊임없이 습격의 기회를 노리던 스코르체니는 그 자신이 직접 항공 정찰을 통해, 그리고 헤르베르트 케플러(Herbert Kappler)를 통해 알아낸 무솔리니의 위치와 주변지형 정보를 통하여 9월 12일 오크 작전(Unternehmen Eiche, Operation Oak)을 개시하였다. 스코르체니의 팀은 그랑 사쏘(Gran Sasso)의 캄포 임페라토르 호텔(Campo Imperatore Hotel)을 글라이더로 기습, 단 한발의 총성도 울리지 않고 무솔리니를 구출하여 로마(Rome)를 경유해 베를린(Berlin)까지 호위하였다. 이 위업으로 그는 범세계적 명성을 얻었으며 소령으로 진급함과 동시에 철십자 훈장보다 상위인 기사 철십자장(Knight's Cross)을 받았다.

### 멀리뛰기 작전

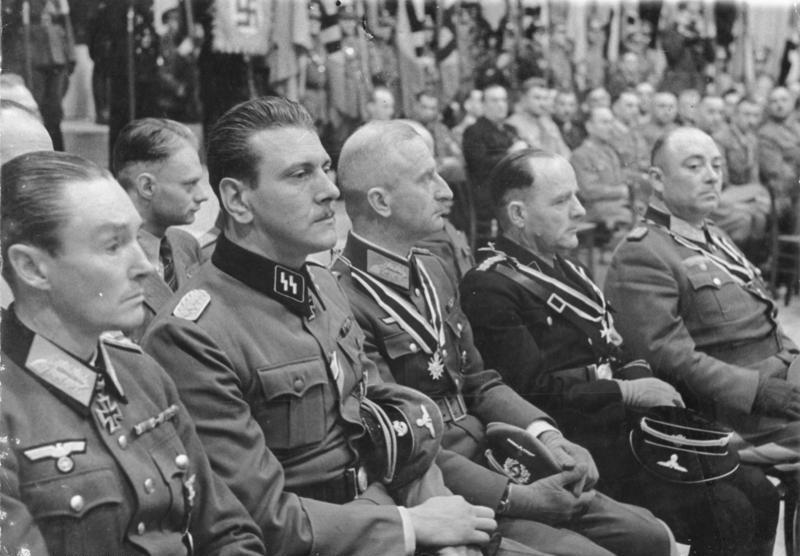
1943년 10월 3일 스코르체니

### 도약 작전
1944년 5월 25일 스코르체니는 기사의 도약작전(Operation Rosselsprung, Knight's Leap)에 참가하여 낙하산으로 침투, 유고슬라비아의 저항군 리더였던 티토(Tito)를 그의 기지에서 체포하고 발칸(Balkan) 반도의 저항운동을 분쇄하는 임무를 맡았다. 스코르체니와 팀원들은 숫적으로 훨씬 많은 저항군 수비대와 교전하며 동굴 기지를 습격하였지만 불과 수분전에 티토가 탈출하여 임무에 실패하였다.

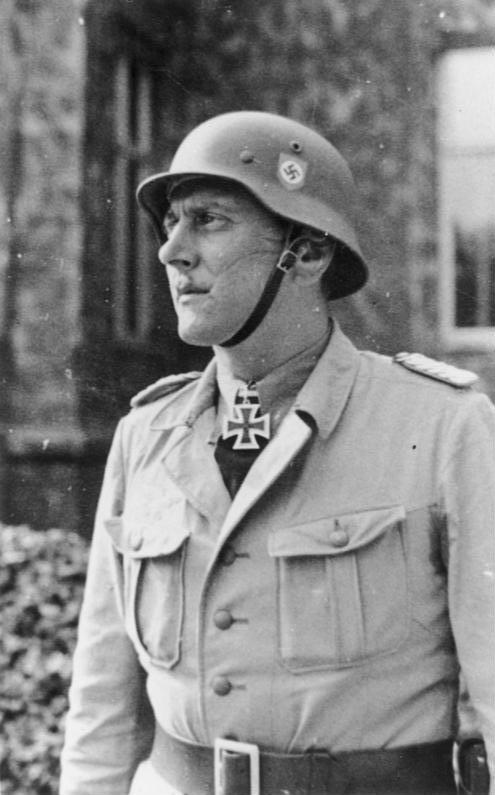
1943년 스코르체니

### 1944년 7월 20일 히틀러를 대상으로 한 음모
1944년 7월 20일 히틀러 암살사건 당시 스코르쩨니는 베를린에 있었다. 히틀러가 부상에서 회복하기 전에 독일의 요직을 점거하려던 반히틀러 장교들의 시도가 진행되었지만 스코르쩨니는 36시간만에 독일 육군 사령부를 점거한 장교들을 진압하였다.

### 헝가리와 판저파우스트 작전

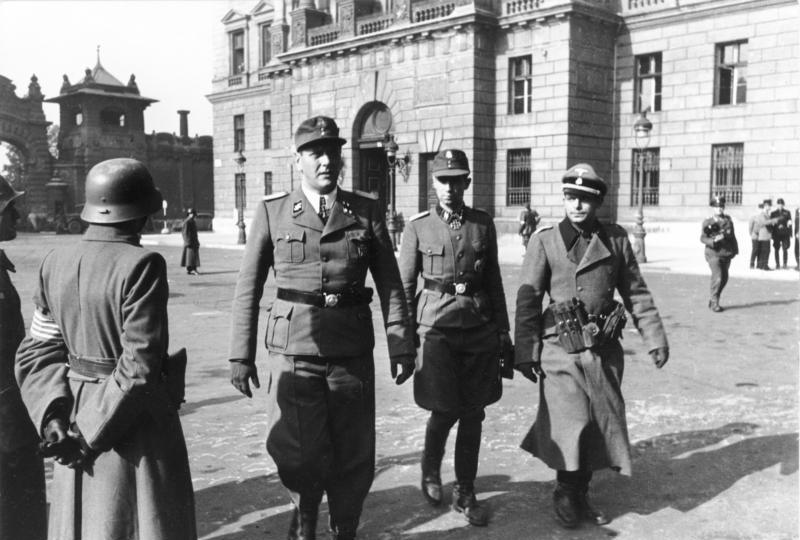
1944년 10월 16일 부다페스트에서 스코르체니 (왼쪽)와 아드리안 폰 폴케르삼 (오른쪽)

1944년 9월 헝가리의 섭정 미클로스 호르티가 비밀리에 소련에게 항복하려 한다는 첩보를 접한 히틀러는 스코르쩨니를 헝가리에 급파하였다. 만일 헝가리가 항복하게 된다면 발칸반도의 100만 독일군은 고립되는 결과를 낳는다. 스코르쩨니는 판저파우스트 작전(Operation Panzerfaust)을 계획하고, 호르티의 아들 니콜라스(Nicolas)를 유괴하여 호르티가 섭정직에서 물러나게끔 협박하였다. 헝가리엔 친 독일 정부가 수립되었고, 결국 헝가리는 1945년 4월 독일군이 소련군에 의해 헝가리에서 완전히 내몰릴때까지 독일과 함께 싸웠다.

### 그리핀 작전
10월 21일 히틀러는 미국에 노획된 세 대의 독일 전차가 독일 위장색 그대로 아헨(Aachen) 공략에 사용되었던데 영감을 얻어서 스코르체니를 베를린으로 불러 그에게 전차 여단을 맡겼다. 스코르체니가 입안한 그리핀 작전(Operation Greif)에 따라 미군 복장을 하고 여러 대의 미군 지프에 나뉘어 특공대원들은 미국의 방어선을 뚫고 침투, 벌지 전투(Battle of the Bulge) 초기에 연합군 후방에서 온갖 교란작전을 벌였다. 이들 중 미군에 잡힌 몇명이 스코르체니가 파리(Paris)에서 아이젠하워(Eisenhower) 장군을 납치 혹은 암살하려 한다고 말했고, 거짓말에 놀아난 미군 덕분에 아이젠하워는 이후 수주간 본부에 틀어박혀 지내야만 했다. 또 오마르 브래들리 장군은 한 무식한 병사가 낸 잘못된 문제를 틀려 구금되었다.(일리노이주의 주도를 물었다. 일리노이주의 주도는 스프링필드인데 많은 미국인들이 시카고로 알고 있다. 그 병사 역시 시카고가 주도인 줄 알고 정확한 대답을 한 브래들리 장군을 구금했다.) 그리핀 작전 이후 스코르체니는 '유럽에서 가장 위험한 사나이(the most dangerous man in Europe)'라는 별명이 붙었다.
1945년 1월과 2월 스코르체니는 소장 대리 자격으로 프로이센(Prussia)와 포메라니아(Pomerania) 지역의 방어전에서 정규군의 임무를 수행하였다. 프랑크푸르트(Frankfurt) 방어전에 대한 공을 치하하는 의미로 히틀러는 그에게 육군 최고의 영예인 백엽 기사 철십자장(Oak Leaves to the Knight's Cross)을 수여하였다.

## 전후
1945년 5월 스코르체니는 연합군에 항복하였고, 이후 다하우 군사법정(Dachau Military Tribunal)에서 벌지 전투 당시 그가 벌인 일들을 이유로 그를 전범 기소하기 전까지 2년간 수감되어 있었다. 그러나 연합군 역시 적국의 복장으로 작전을 진행한 적이 있다는 영국 특수정보국(SOE) 소속 공군 중령(Wing Commander Yeo-Thomas G. C.)의 증언 덕분에 혐의가 벗겨진 그는 그래도 석방되지 못하고 수감되어 있다가 1948년 7월 27일 탈옥하였다.
그는 프랑코(Francisco Franco)가 준 여권을 가지고 스페인에 정착하여 전쟁 전 그의 직업을 살려 기술자로 일하였다. 1952년 독일 정부는 그가 비 나치화(entnazifiziert) 되었다고 선언하였고, 그는 여행의 자유를 얻게 되었지만 사실 이전에도 그는 그가 원하면 언제든지 독일이나 오스트리아를 왕래하였다. 1959년에서부터 1969년까지 스코르체니는 아일랜드(Ireland) 칼데어(Kildare)에 구매한 200 에이커 농장에서 지냈다. 그곳에서 1970년 팰러딘(Paladin) 용병단을 조직한 그는 이후 이집트(Egypt) 대통령 나세르(Gamel Abdel Nasser)와 아르헨티나(Argentina) 후안 페론(Juan Peron) 대통령의 고문 역할을 하였다. 그가 1963년 잠시 이집트에 머물 당시 그는 모사드(Mossad)에 고용되어 이집트 미사일 계획에서 일했던 독일 과학자들의 정보를 전달하였으며, 전후 탈출한 친위대원들로 구성된 ODESSA에 있는 그의 옛 동지들을 돕기도 했다는 루머가 있다. 스페인 신문 엘 문도(El Mundo)에 따르면 그는 스페인에 위치한 ODESSA의 큰 기지 중 하나에서 핵심 역할을 했다고도 한다. 그를 위해서 일하는 사람 몇몇은 '죽음의 의사(Doctor Death)' 아리베르트 하임(Aribert Heim, 2005년 스페인에서 발견됨)의 탈출을 도왔다고도 한다.

## 사망
1970년 스코르체니의 척추에서 종양이 발견되었다. 함부르크(Hamburg)에서 두 개의 종양 덩어리를 제거하는 수술을 받았지만 그는 허리 아래를 쓰지 못하는 몸이 되어버렸다. 다시 걷기 위하여 스코르체니는 오랫동안 물리치료를 받았고, 6개월만에 그는 다시 걸을 수 있게 되었다. 오랜 물리치료는 그의 체력을 급격히 소진시켰으며, 완치되지 않았던 암은 다시 자라났다. 결국 1975년 7월 5일, 스코르체니는 마드리드(Madrid)에서 암으로 사망하였다.